# Hussain Mohamed Latheef
Hussain Mohamed Latheef (Dhivehi: ހުސައިން މުހައްމަދު ލަތީފް; nacido el 10 de diciembre de 1982), comúnmente conocido como Sembe (Dhivehi: ސެމްބެ), es un político maldivo que es el decimotercer y actual vicepresidente de Maldivas desde 2023. Fue miembro del Majlis Popular por Fares-Maathodaa de 2014 a 2023. Fue elegido vicepresidente como compañero de fórmula de Mohamed Muizzu en las elecciones presidenciales de 2023. 
Comenzó su carrera gubernamental en 2004 como exsecretario del Hospital Hulhumalé. Trabajó en el Ministerio de Género, Familia y Derechos Humanos y en la Comisión de Derechos Humanos de Maldivas. También trabajó en el sector privado en muchas empresas y trabajó como profesor en el Tribunal de Familia de Maldivas. También fue vicepresidente senior de la Asociación de Fútbol de Maldivas.

## Educación
Hussain Mohamed Latheef obtuvo su licenciatura en Servicio Social y Desarrollo Comunitario en la Universidad Al-Azhar. Recibió su Maestría en Administración de Empresas de la Universidad Anglia Ruskin.